# اکیاوک
اکیاوک (به لاتین: Akyauk) یک منطقهٔ مسکونی در میانمار است که در Myitkyina District واقع شده‌است.